# Euxoa lugens
Euxoa lugens là một loài bướm đêm trong họ Noctuidae.